# Episodi di Robot Chicken (seconda stagione)
La seconda stagione della serie animata Robot Chicken, composta da 20 episodi, è stata trasmessa negli Stati Uniti, da Adult Swim, dal 2 aprile al 19 novembre 2006.
In Italia la stagione è inedita.
| n°  | Titolo originale     | Prima TV USA      |
| --- | -------------------- | ----------------- |
| 1   | Suck It              | 2 aprile 2006     |
| 2   | Federated Resources  | 9 aprile 2006     |
| 3   | Easter Basket        | 16 aprile 2006    |
| 4   | Celebrity Rocket     | 23 aprile 2006    |
| 5   | Dragon Nuts          | 30 aprile 2006    |
| 6   | 1987                 | 7 maggio 2006     |
| 7   | Cracked China        | 14 maggio 2006    |
| 8   | Rodiggity            | 21 maggio 2006    |
| 9   | Massage Chair        | 28 maggio 2006    |
| 10  | Password: Swordfish  | 4 giugno 2006     |
| 11  | Adoption's an Option | 17 settembre 2006 |
| 12  | The Munnery          | 24 settembre 2006 |
| 13  | Metal Militia        | 1º ottobre 2006   |
| 14  | Veggies for Sloth    | 8 ottobre 2006    |
| 14A | Blankets in a Pig    | 15 maggio 2008    |
| 15  | Sausage Fest         | 15 ottobre 2006   |
| 16  | Drippy Pony          | 22 ottobre 2006   |
| 17  | A Day at the Circus  | 29 ottobre 2006   |
| 18  | Lust for Puppets     | 5 novembre 2006   |
| 19  | Anne Marie's Pride   | 12 novembre 2006  |
| 20  | Book of Corrine      | 19 novembre 2006  |

## Suck It
- Titolo originale: Suck It
- Diretto da: Seth Green
- Scritto da: Seth Green, Mike Fasolo, Charles Horn, Breckin Meyer e Matthew Senreich

### Trama
Con grande stupore, Robot Chicken non viene cancellato; dei suggerimenti per combattere il terrorismo; il Messico costruisce il loro più grande eroe in The Six Million Peso Man; Skater McGee è un cadavere rianimato; due alieni di Space Invaders; un nerd lucida il corno magico di un unicorno; una versione di Mr. & Mrs. Smith in stile anni '70 in Mr. & Mrs. Brady; Space Ghost, Frullo e Peter Griffin fanno un cameo.

## Federated Resources
- Titolo originale: Federated Resources
- Diretto da: Seth Green
- Scritto da: Seth Green, Mike Fasolo, Charles Horn, Breckin Meyer e Matthew Senreich

### Trama
Un viaggiatore del tempo provoca il caos nella linea temporale in Dicks with Time Machines, tuttavia dopo aver posto fine alla seconda guerra mondiale umiliando Adolf Hitler durante un discorso il titolo cambia in Heroes with Time Machines; Lion-O, il leader dei ThunderCats, è il nuovo animale domestico di una bambina; Clifford si mette nei guai; Evel Knievel fa stupire la sua casa di cura; Cuoco Svedese "si fa strada" a New York; Corey Haim e Corey Feldman si riuniscono per salvare le figlie del presidente.

## Easter Basket
- Titolo originale: Easter Basket
- Diretto da: Tom Root
- Scritto da: Seth Green, Mike Fasolo, Charles Horn, Breckin Meyer e Matthew Senreich

### Trama
Fred Flintstone e Barney Rubble litigano per una scatola di Fruity Pebbles; dei bambini si divertono con Phyllis Diller Spray-n-Play; un faraone egiziano costruisce una piramide con i Lego, aggiungendo delle modificheal design; la superspia Sydney Bristow diventa acquatica in Whalias; Babbo Natale si scontra con l'anime in A Very Dragon Ball Z Christmas.

## Celebrity Rocket
- Titolo originale: Celebrity Rocket
- Diretto da: Tom Root
- Scritto da: Seth Green, Jordan Allen-Dutton, Mike Fasolo, Charles Horn, Breckin Meyer, Matthew Senreich e Erik Weiner

### Trama
Un giovane cubano interpreta Fidel Castro in Dance Dance Counter-Revolution; Dirk dal videogioco Dragon's Lair ha una crisi di mezza età; Mr. Six, l'ex ballerino delle pubblicità di Six Flags, rovina la giornata; Lindsay Lohan entra nel mondo di Highlander e combatte vari nemici tra cui Amanda Bynes e Hilary Duff.

## Dragon Nuts
- Titolo originale: Dragon Nuts
- Diretto da: Doug Goldstein
- Scritto da: Seth Green, Jordan Allen-Dutton, Mike Fasolo, Charles Horn, Breckin Meyer, Matthew Senreich e Erik Weiner

### Trama
Diverse persone, incluso l'attore Bruce Campbell, sembrano adorare il nuovo giocattolo Morning Wood!; l'inguine di un uomo è posseduto in Idle Nuts; un nano gigante va all'attacco; una donna delle pulizie trova la Batcaverna; Atreiu e Fùcur danno il via a una festa; un telegiornale serale di Omaha va fuori controllo quando Paris Hilton è la giornalista meteorologica mentre degli elicotteri del traffico guardano ansiosamente un'auto in una parodia di Spy Hunter.

## 1987
- Titolo originale: 1987
- Diretto da: Doug Goldstein
- Scritto da: Seth Green, Mike Fasolo, Charles Horn, Breckin Meyer e Matthew Senreich

### Trama
Twinkie the Kid, la mascotte dei Twinkie, dispensa giustizia; diversi giochi da tavolo popolari come Scale e serpenti e Hungry Hungry Hippos vengono trasformati in film d'azione; il dentista di Skeletor, Mo-Larr, fa la sua comparsa; l'Imperatore Palpatine riceve una chiamata a carico di Dart Fener; Johnny Cage di Mortal Kombat ha una brutta giornata al lavoro; un furioso Ted Turner si trasforma nel suo alter-ego, Capitan Planet.

## Cracked China
- Titolo originale: Cracked China
- Diretto da: Matthew Senreich
- Scritto da: Jordan Allen-Dutton, Mike Fasolo, Seth Green, Matthew Senreich e Erik Weiner

### Trama
Si scopre cosa fa Pikachu nella sua Poké Ball; un campione di Dama intraprende l'avventura di una vita; l'atleta cieco Eagle Eye Smith ha un discorso toccante; vengono mostrati i quattro "Miei Mini Pony dell'Apocalisse"; le protagoniste di Cuori senza età condividono le loro avventure sessuali in stile Sex and the City.

## Rodiggity
- Titolo originale: Rodiggity
- Diretto da: Matthew Senreich
- Scritto da: Jordan Allen-Dutton, Mike Fasolo, Seth Green, Charles Horn, Breckin Meyer, Matthew Senreich e Erik Weiner

### Trama
Le Tartarughe Ninja creano il caos in una casa di cura; Rick Schroder combatte il crimine con stile nella sua nuova serie di successo Rick Shaw; viene mostrato come ordinare dei biglietti per il cinema da Fan-Dingo; il cast di Final Fantasy VII trova lavoro in una catena di fast food, mentre Sephiroth fa fare gli straordinari a Cloud Strife; una parodia di Boogerman; Bugs Bunny passa all'hip hop in 8 Carrot, insieme a Porky Pig, Taddeo, Daffy Duck e Dr. Dre.

## Massage Chair
- Titolo originale: Massage Chair
- Diretto da: Doug Goldstein
- Scritto da: Jordan Allen-Dutton, Mike Fasolo, Seth Green, Matthew Senreich e Erik Weiner

### Trama
L'orso dell'ammorbidente Cuddles riceve il tipo sbagliato di abbraccio; delle controversie aziendali vengono risolte in Office Kombat; delle scimmie esplorano lo spazio con un budget limitato; George W. Bush scopre di avere i poteri da Jedi; vengono mostrati dei blooper, inclusi i nastri delle audizioni di Jackass di MTV.

## Password: Swordfish
- Titolo originale: Password: Swordfish
- Diretto da: Matthew Senreich
- Scritto da: Jordan Allen-Dutton, Mike Fasolo, Seth Green, Matthew Senreich e Erik Weiner

### Trama
Gli orsetti del cuore si preoccupano della pulizia etnica; viene mostrata la storia di Henry Heimlich e la sua ricerca per sbloccare la trachea in Batman Begins; un giovane calciatore di nome Ricky affronta gli ostacoli della vita; Harry Potter usa la magia per combattere il mostro malvagio Pubertus.

## Adoption's an Option
- Titolo originale: Adoption's an Option
- Diretto da: Tom Root
- Scritto da: Hugh Davidson, Jordan Allen-Dutton, Mike Fasolo, Seth Green, Dan Milano, Matthew Senreich e Erik Weiner

### Trama
Robot Chicken si prostituisce nell'America aziendale; i Fantanas visitano il processo di pace nel Medio Oriente; E.T. torna a casa e interagisce con i suoi coetanei; viene svelata la vita segreta di Jack-o'-lantern; l'astronave di un bambino porta brutte notizie a suo padre; Pegaso incontra una bambina demente; Skynet è online, portando l'Ispettore Gadget a trasformarsi in una macchina per uccidere.

## The Munnery
- Titolo originale: The Munnery
- Diretto da: Doug Goldstein
- Scritto da: Hugh Davidson, Mike Fasolo, Seth Green, Dan Milano e Matthew Senreich

### Trama
Viene presentato Cork, il primo investigatore criminale con problemi mentali d'America; Il leggendario Kraken scopre che la libertà non è tutto ciò che vuole; Weasel Stomping Day di "Weird Al" Yankovic diventa un video musicale di Robot Chicken; i desideri dei bambini si avverano, con risultati disastrosi; l'equipaggio dell'astronave Enterprise si ritrova ad affrontare loro stessi.

## Metal Militia
- Titolo originale: Metal Militia
- Diretto da: Seth Green
- Scritto da: Hugh Davidson, Jordan Allen-Dutton, Mike Fasolo, Seth Green, Dan Milano, Matthew Senreich e Erik Weiner

### Trama
Un bambino riceve inaspettatamente una bicicletta Tron; il giovane Indiana Jones trova un tesoro nella sua scuola elementare; Rom incontra la sua ultima nemesi; una parodia di Trappola in fondo al mare; Murky e Lurky fanno una scoperta raccapricciante quando cercano di derubare Iridella; Hulk Hogan esce dal campo di prigionia in Gli eroi di Hogan.

## Veggies for Sloth
- Titolo originale: Veggies for Sloth
- Diretto da: Matthew Senreich
- Scritto da: Hugh Davidson, Jordan Allen-Dutton, Mike Fasolo, Seth Green, Dan Milano, Matthew Senreich e Erik Weiner

### Trama
Il film Kaan principe guerriero prende d'assalto Broadway; Lance Armstrong si vendica della Francia; Buck Rogers scopre con cosa fa rima il suo nome; i personaggi di Archie Comics scoprono che nessuno può imbrogliare la morte.
- Note: una versione alternativa di questo episodio, intitolata Blankets in a Pig, è stata trasmessa per la prima volta l'11 aprile 2008 e presentava come segmento finale lo sketch eliminato Citizen Spears della prima stagione in sostituzione ad Archie's Final Destination.

## Blankets in a Pig
- Titolo originale: Blankets in a Pig
- Diretto da: Matthew Senreich
- Scritto da: Hugh Davidson, Jordan Allen-Dutton, Mike Fasolo, Seth Green, Dan Milano, Matthew Senreich e Erik Weiner

### Trama
Il film Kaan principe guerriero prende d'assalto Broadway; Lance Armstrong si vendica della Francia; Buck Rogers scopre con cosa fa rima il suo nome; Britney Spears interpreta Charles Foster Kane di Quarto potere.

## Sausage Fest
- Titolo originale: Sausage Fest
- Diretto da: Tom Root
- Scritto da: Hugh Davidson, Mike Fasolo, Seth Green, Dan Milano e Matthew Senreich

### Trama
Il piccolo Hitler; La Biblioteca del Paradiso dà risposte che Dio non vorrebbe far sapere; una parodia con il Burger King; Garfield e Isidoro si affrontano in tribunale; una giraffa affronta le cinque fasi del dolore; il gruppo di Scuola di polizia si unisce agli X-Men.

## Drippy Pony
- Titolo originale: Drippy Pony
- Diretto da: Doug Goldstein
- Scritto da: Hugh Davidson, Mike Fasolo, Seth Green, Dan Milano e Matthew Senreich

### Trama
Si scopre la vita segreta di Pinguino, il cattivo di Batman; dei bambini adorano giocare con la bambola My Stalker; Orlando Bloomin' Onion deve aiutare i suoi compagni di viaggio a sopravvivere dopo un incidente aereo; Gesù e gli Argonauti trovano azione e avventura; i Micronauti scalano delle montagne che si rivelano essere un grande seno; il governo degli Stati Uniti dichiara guerra al Natale.

## A Day at the Circus
- Titolo originale: A Day at the Circus
- Diretto da: Tom Root
- Scritto da: Jordan Allen-Dutton, Mike Fasolo, Seth Green, Dan Milano, Matthew Senreich e Erik Weiner

### Trama
Snow Job scopre che le sue abilità non sono molto richieste dai G.I. Joe; Mano cresce e lascia il nido della famiglia Addams. Il gioco Memory sfida le capacità intellettuali dei concorrenti e la pena per il fallimento è la morte; The Black Stallion spiega le relazioni razziali; Oprah Winfrey e Dr. Phil si uniscono in un film poliziesco.

## Lust for Puppets
- Titolo originale: Lust for Puppets
- Diretto da: Seth Green
- Scritto da: Hugh Davidson, Jordan Allen-Dutton, Mike Fasolo, Seth Green, Dan Milano, Matthew Senreich e Erik Weiner

### Trama
Montezuma ottiene la sua vendetta; Cameron Diaz ha solo 24 ore di vita; Calvin e Hobbes hanno divertenti avventure "terapeutiche"; Mario e Luigi si imbattono nel violento mondo di Grand Theft Auto.

## Anne Marie's Pride
- Titolo originale: Anne Marie's Pride / Donkey Punch
- Diretto da: Seth Green
- Scritto da: Jordan Allen-Dutton, Mike Fasolo, Seth Green, Dan Milano, Matthew Senreich e Erik Weiner

### Trama
Mr. T e i Foo Fighters stringono un'improbabile alleanza; Stretch Armstrong ha bisogno di un trapianto di sciroppo di mais; un ragazzo segue il suo sistema di navigazione GPS; viene spiegata l'origine di Alvin and the Chipmunks; Roger Ebert e M. Night Shyamalan presentano i film in uscita tra cui Transporter 3, Happy Madison, Rudy 2, Nightmare Before Hanukkah e Speed 3, insieme a un'anteprima di Schindler's List 2: Schindler's Pissed.

## Book of Corrine
- Titolo originale: Book of Corrine
- Diretto da: Matthew Senreich
- Scritto da: Jordan Allen-Dutton, Mike Fasolo, Seth Green, Dan Milano, Matthew Senreich e Erik Weiner

### Trama
Vince Vaughn presenta il suo nuovo programma di successo Vince Vaughn Bangs Your Mom; un incontro con il fratello di Casper in Jasper, the Douchebag Ghost; dei ninja competono in un game show; i personaggi di Sesamo apriti si occupano di un'epidemia virale quando Big Bird prende l'influenza aviaria; un robot impara cosa significa essere vivo; Robot Chicken presenta un telethon che va terribilmente storto.